# ラグビーヨーロッパ
ラグビーヨーロッパ（英語: Rugby Europe）は、ヨーロッパにおけるラグビーユニオンの競技を統括する組織である。

## 歴史
母体は1934年にフランスラグビー連盟が中心となって設立された国際アマチュアラグビー連盟（Fédération Internationale de Rugby Amateur、FIRA）である。
1920年代にフランスではラグビーユニオンが爆発的人気となり、国内のフランス選手権の優勝争いは熾烈をきわめると、クラブ同士では有力選手の金銭による引き抜きが相次いだ。この現状をプロ化とみた国際ラグビーフットボール評議会（IRFB、現在のワールドラグビー）は憂慮し警告を行ったがフランス側はそれを無視、それにより1932年にIRFBは五カ国対抗戦からフランスを締め出した。
フランスはドイツと手を結び欧州各国に働きかけ、1934年に国際アマチュアラグビー連盟（FIRA）を設立する。フランス、イタリア、カタルーニャ、チェコスロバキア、ルーマニア、ドイツ、オランダ、ポルトガル、スウェーデンの9協会で創設されIRFBへの対抗組織であった。フランスは1939年に五カ国対抗戦に復帰する。（第二次戦争のため試合が行われたのは1947年から）
長らくIRFBとFIRAは対立状態にあったが、1990年代に入るとお互いの交流が始まる。それによりFIRA加盟協会のIRFB加盟が認められると、1994年にはFIRAもIRFBの事実上の傘下組織となる。
1999年に組織が改編され、ヨーロッパラグビー協会（FIRA – Association of European Rugby）へ名称を変更した。2014年にラグビーヨーロッパ（Rugby Europe）へ名称を変更した。
2022年のロシアによるウクライナ侵攻後、ラグビーヨーロッパはロシアラグビーフットボール協会を追放した。

## 主な大会
- ラグビー欧州ネイションズカップ
- ラグビーヨーロッパ・ウィメンズチャンピオンシップ

## 加盟国・地域
すべての加盟団体がワールドラグビーに加盟しているわけではない。  カッコ内はワールドラグビーに加盟した年。
次の40団体がワールドラグビーのメンバー:
- アンドラ（英語版） （1991年）
- オーストリア（英語版） （1992年）
- アゼルバイジャン（英語版） （2004年）
- ベルギー（英語版） （1988年）
- ボスニア・ヘルツェゴビナ （1996年）
- ブルガリア （1992年）
- クロアチア（英語版） （1992年）
- キプロス（英語版） （2014年）
- チェコ（英語版） （1988年）
- デンマーク（英語版） （1988年）
- イングランド （1890年）
- フィンランド（英語版） （2001年）
- フランス （1978年）
- ジョージア （1992年）
- ドイツ（英語版） （1988年）
- ハンガリー（英語版） （1991年）
- アイルランド （1886年）
- イスラエル（英語版） （1988年）
- イタリア （1987年）
- ラトビア （1991年）
- リトアニア（英語版） （1992年）
- ルクセンブルク（英語版） （1991年）
- マルタ（英語版） （2000年）
- モルドバ（英語版） （1994年）
- モナコ（英語版） （1996年）
- オランダ（英語版） （1988年）
- ノルウェー（英語版） （1993年）
- ポーランド（英語版） （1988年）
- ポルトガル（英語版） （1988年）
- ルーマニア（英語版） （1987年）
- ロシア（英語版） （1990年）
- スコットランド （1886年）
- セルビア（英語版） （1988年）
- スロバキア（英語版） （2016年）
- スロベニア （1996年）
- スペイン（英語版） （1988年）
- スウェーデン（英語版） （1988年）
- スイス（英語版） （1988年）
- ウクライナ（英語版） （1992年）
- ウェールズ （1886年）

次の7団体はワールドラグビーに加盟していない
- ベラルーシ（英語版）
- エストニア（英語版）
- アイスランド（英語版）
- リヒテンシュタイン（英語版）
- モンテネグロ（英語版）
- サンマリノ（英語版）
- トルコ（英語版）

その他の団体はラグビーヨーロッパ及びワールドラグビーに加盟していない
- アルバニア
- アルメニア（英語版） [Euro 1]
- ジブラルタル
- ギリシャ（英語版） [Euro 2]
- コソボ
- 北マケドニア

備考:
1. ↑  アルメニアは活動していないため2014年11月にラグビーヨーロッパから除外[10]
2. ↑  ギリシャの協会は2014年より活動していない[9]